# Qal'at al-Bahrain
Qal`at al-Bahrain (árabe: قلعة البحرين) es un sitio arqueológico localizado en la gobernación Norte, Baréin. Esta colina artificial fue creada por el ser humano. Fue habitada desde el año 2300 a. C. al año 1700, aproximadamente. Entre otras cosas, fue una vez la capital de la civilización Dilmun, y sirvió posteriormente como un fortaleza portuguesa. Por estos motivos, fue inscrita como Patrimonio de la Humanidad por la Unesco en el año 2005.

## Descripción
Qal`at al-Bahrain es un típico tell, un montículo artificial creado por sucesivas acumulaciones de restos, que se forman por la ocupación humana. Los estratos demuestran la presencia continua humana en el tell, desde aproximadamente el año 2300 a. C. al siglo XVI. Aproximadamente el 25 % del sitio ha sido excavado, donde se revela las estructuras de distintos tipos: residencial, público, comercial, religioso y militar, restos que testimonian la importancia del lugar como puerto comercial durante siglos.
Sobre la cima del montículo a 12 m de altura, está el impresionante Qal`at al-Burtughal, la fortaleza portuguesa, que dio con la partícula qal`a el significado de la fortaleza. El sitio era la capital del Dilmun, una de las más importantes civilizaciones antiguas de la región. Contiene los restos más ricos inventariados de esta civilización, que hasta ahora sólo se conocían por referencias en los escritos sumerios.